# 安曇野検定
安曇野検定（あづみのけんてい）は、長野県安曇野市のご当地検定。2012年から安曇野市教育委員会によって実施されており、安曇野市全体の歴史、文化を住民が知る機会として評価されている。受験料は無料。

## 出題範囲
安曇野市の歴史、文化、伝統、自然、地理、産業などから出題され、準備講座の内容を出題範囲とし、一般の部とジュニアの部がある。四者択一で100問、ジュニアコースは50問が出題される。準備講座は現在「安曇野アカデミー」として実施されている。

## 検定準備講座
- 平成23年度安曇野検定準備講座 「水が織りなす安曇野今昔物語」
- 平成24年度安曇野検定準備講座 「アルプスが育む安曇野の四季」
- 平成25年度安曇野検定準備講座 「未来につなぐふるさと安曇野」
- 平成26年度安曇野検定準備講座 「未来につなぐふるさと安曇野」
- 平成27年度安曇野検定準備講座 「安曇野を知る講座」
- 平成28年度安曇野検定準備講座
- 平成29年度安曇野検定準備講座

## 公式テキスト
- 安曇野の郷科書 安曇野検定公式テキスト 安曇野市教育委員会 2014年